# Француска на Светском првенству у атлетици у дворани 2012.
Француска је на Светском првенству у атлетици у дворани 2012. одржаном у Истанбулу од 9. до 11. марта учествовала четрнаести пут, односно, учествовала је на свим првенствима до данас. Репрезентацију Француске представљала су једанаест такмичара (8 мушкарца и 3 жене) који су се такмичили у 9 дисциплина (6 мушке и 3 женске).
На овом првенству Француска је по броју освојених медаља заузела 7. место са три освојене медаље (од сваке по једну). У табели успешности према броју и пласману такмичара који су учествовали у финалним такмичењима (првих 8 такмичара) Француска је са 7 учесника у финалу заузела 6. место са 32 бода. Поред тога остварен је један светски резултат сезоне, оборен је један национални и један лични рекорд.
| Плас. | Земља     | 1. место | 2. место | 3. место | 4. место | 5. место | 6. место | 7. место | 8. место | Бр. финал. | Бод. |
| ----- | --------- | -------- | -------- | -------- | -------- | -------- | -------- | -------- | -------- | ---------- | ---- |
| 6.    | Француска | 1        | 1        | 1        | 0        | 1        | 2        | 0        | 1        | 7          | 32   |

## Учесници
| Мушкарци: - Емануел Бирон — 60 м - Грегори Бење — 1.500 м - Јоан Ковал — 3.000 м - Јоан Диран — 3.000 м - Паскал Мартино-Лагард — 60 м препоне - Рено Лавилени — Скок мотком - Ромен Меснил — Скок мотком - Бемжамен Кампаоре — Троскок | Жене: - Ен Деиба — 1.500 м - Ванеса Бослак — Скок мотком - Жесика Серивал — Бацање кугле |  |

## Освајачи медаља (3)

### Злато (1)
- Рено Лавилени — Скок мотком

### Сребро (1)
- Паскал Мартино-Лагард — 60 м препоне

### Бронза (1)
- Ванеса Бослак — Скок мотком

## Резултати

### Мушкарци
| Атлетичар             | Дисциплина   | Лични рекорд | Квалификације | Квалификације | Полуфинале           | Полуфинале | Финале               | Финале      | Детаљи |
| Атлетичар             | Дисциплина   | Лични рекорд | Резултат      | Место         | Резултат             | Место      | Резултат             | Место       | Детаљи |
| --------------------- | ------------ | ------------ | ------------- | ------------- | -------------------- | ---------- | -------------------- | ----------- | ------ |
| Емануел Бирон         | 60 м         | 6,49         | 6,68 КВ       | 1. у гр. 2    | 6,65 кв              | 3. у гр. 2 | 6,63                 | 6 / 57 (61) |        |
| Gregory Beugnet       | 1.500 м      | 6,47 НР      | 3:44,20       | 7. у гр. 1    |                      |            | Није се квалификовао | 14 / 23     |        |
| Јоан Ковал            | 3.000 м      | 7:44,26      | 7:50,47 кв    | 6. у гр. 1    | 7:47,81              | 10 / 21    |                      |             |        |
| Јоан Диран            | 3.000 м      | 7:44,26      | 7:59,10       | 6. у гр. 2    | Није се квалификовао | 16 / 21    |                      |             |        |
| Паскал Мартино-Лагард | 60 м препоне |              | 7,66 КВ       | 1. у гр. 1    | 7,60 КВ              | 1. у гр. 2 | 7,53 ЛР              |             |        |
| Рено Лавилени         | Скок мотком  | 6,03 НР      |               |               |                      |            | 5,95 СРС             |             |        |
| Ромен Меснил          | Скок мотком  | 5,86         | 5,50          | 8 / 9 (10)    |                      |            |                      |             |        |
| Бемжамин Кампаоре     | Троскок      | 17,14        | 16,81         | 8             |                      |            | 17,05                | 6 / 13 (14) |        |

### Жене
| Атлетичарка    | Дисциплина   | Лични рекорд | Квалификације | Квалификације | Финале                | Финале       | Детаљи |
| Атлетичарка    | Дисциплина   | Лични рекорд | Резултат      | Место         | Резултат              | Место        | Детаљи |
| -------------- | ------------ | ------------ | ------------- | ------------- | --------------------- | ------------ | ------ |
| Ен Деиба       | 1.500 м      | 4:05,67 НР   | 4:08,78 КВ    | 2. у гр. 2    | 4:10,30               | 5 / 14 (15)  |        |
| Ванеса Бослак  | Скок мотком  | 4,65 НР      |               |               | 4,70 НР               |              |        |
| Жесика Серивал | Бацање кугле | 17,99        | 16,47         | 14            | Није се квалификовала | 14 / 17 (18) |        |